# Urgedra palmeri
Urgedra palmeri är en fjärilsart som beskrevs av Druce 1911. Urgedra palmeri ingår i släktet Urgedra och familjen tandspinnare. Inga underarter finns listade i Catalogue of Life.